# Ipparco Baccich (incrociatore ausiliario)
L'Ipparco Baccich (poi Lorenzo Marcello, poi Olbia, poi Panarea) è stato un incrociatore ausiliario della Regia Marina ed una motonave passeggeri italiana.

## Storia
Costruita nel 1931 dai cantieri fiumani del Quarnaro (come scafo numero 133) per la Società Costiera di Navigazione Marittima di Fiume ed iscritta con matricola 67 presso il Compartimento marittimo di Fiume, l'unità era in origine una piccola motonave passeggeri da 884 tonnellate di stazza lorda. Lo scafo della nave, con 765 mm di bordo libero, 119 metri cubi di doppi fondi e due cisterne (prodiera da 8 metri cubi e poppiera da 18 metri cubi), era diviso da quattro paratie stagne trasversali, con un ponte ed un ponte parziale. Un motore diesel FIAT a due tempi ed otto cilindri (di diametro 366 mm e corsa 700 mm) imprimeva la potenza di 1200-1250 CV ad una singola elica, consentendo la velocità massima, raggiunta alle prove, di 13-14 nodi, ed una velocità di crociera di 11,5 nodi.
La nave fu denominata Ipparco Baccich in memoria di un patriota fiumano, Medaglia d'argento al valor militare della prima guerra mondiale ed appartenente ad una dinastia di armatori fiumani dell'Ottocento.
Negli anni trenta, successivamente all'assorbimento della Costiera di Fiume da parte della Società Anonima di Navigazione Adriatica, la Baccich venne trasferita alla Società Fiumana di Navigazione, con sede a Fiume.
Il 26 giugno 1941, oltre un anno dopo l'ingresso dell'Italia nel secondo conflitto mondiale, l'Ipparco Baccich venne requisita ed iscritta nel ruolo del Naviglio ausiliario dello Stato con contrassegno D 17, classificata come incrociatore ausiliario. Armata con due cannoni da 76/40 mm, due mitragliere da 13,2 mm ed altrettanti scaricabombe antisom per bombe di profondità, la nave venne destinata principalmente a compiti di scorta convogli.
Nella serata del 7 novembre 1941 il Baccich entrò in collisione con il piroscafo Santa Chiara nel porto di Civitavecchia, restando danneggiato.
Alla proclamazione dell'armistizio, l'8 settembre 1943, il Baccich si autoaffondò nel porto della Spezia. Il relitto della nave (il cui nome era stato formalmente mutato, nel 1944, in Lorenzo Marcello), riportato a galla nell'ottobre 1946 ed immesso in bacino di carenaggio, venne sottoposto a lavori di sostanziale rifacimento (altre fonti danno erroneamente la nave come demolita dopo il recupero).

LOlbia dopo i lavori di trasformazione.

 Radicalmente trasformata nell'aspetto, la nave fu noleggiata alla  Tirrenia di Navigazione, con sede a Napoli, venendo destinata al collegamento Genova - Porto Torres. La Tirrenia acquistò definitivamente la nave nel luglio 1948; il 30 novembre fu rinominata Civitavecchia, venendo ribattezzata Olbia il 4 gennaio 1949. Dopo la ricostruzione la motonave ebbe una stazza lorda di 842,89 tsl, una stazza netta di 366,89 tsn, una portata lorda di 576 tonnellate ed un volume lordo di 967 metri cubi. Oltre alle sistemazioni passeggeri l'Olbia aveva due stive per 700 metri cubi di capacità.
Nel 1950 la motonave svolgeva servizio di linea sulle tratte Genova-Porto Torres, Genova-Olbia e Livorno-Olbia-Porto Torres. Quattro anni più tardi, nel 1954, l'Olbia venne ceduta alla Navisarma Compagnia di Navigazione di Messina, che la ribattezzò Panarea (iscrivendola con matricola 72 al Compartimento marittimo di Messina) e la adibì ai collegamenti tra Messina alle Isole Eolie.
Posta in disarmo nel 1966, l'anziana motonave venne infine venduta per demolizione nel 1968. Altre fonti riportano invece la demolizione come avvenuta a Savona nell'ottobre 1966.

## Galleria d'immagini

L'Olbia a Porto Torres negli anni Cinquanta.
La Panarea al Molo Navisarma di Milazzo.
La motonave fotografata a Stromboli nel settembre 1955.